# Polytremis
Polytremis is een geslacht van vlinders van de familie dikkopjes (Hesperiidae), uit de onderfamilie Hesperiinae.

## Soorten
- P. annama Evans, 1937
- P. caerulescens (Mabille, 1876)
- P. contigua (Mabille, 1877)
- P. discreta (Elwes & Edwards, 1897)
- P. eltola (Hewitson, 1869)
- P. lubricans (Herrich-Schäffer, 1869)
- P. mencia (Moore, 1877)
- P. minuta (Evans, 1926)
- P. nascens (Leech, 1894)
- P. pellucida (Murray, 1875)
- P. theca (Evans, 1937)
- P. zina (Evans, 1932)